# Mustang! (Donald Byrd)
Mustang! è un album di Donald Byrd, pubblicato dalla Blue Note Records nel novembre del 1967, mentre altre fonti datano la pubblicazione nel 1966. Il disco fu registrato il 24 giugno 1966 al Van Gelder Studio di Englewood Cliffs, New Jersey (Stati Uniti).

## Tracce
Brani composti da Donald Byrd, tranne dove indicato
Lato A
1. Mustang – 8:30 (Sylvester Kyner)
2. Fly Little Bird Fly – 5:20
3. I Got It Bad and That Ain't Good – 5:45 (Duke Ellington, Paul Francis Webster)

Lato B
1. Dixie Lee – 6:35
2. On the Trail – 7:40 (Ferde Grofé)
3. I'm so Excited by You – 5:40

Edizione CD del 2003, pubblicato dalla Blue Note Records
Brani composti da Donald Byrd, tranne dove indicato
1. Mustang – 8:28 (Sylvester Kyner)
2. Fly Little Bird Fly – 5:23
3. I Got It Bad and That Ain't Good – 5:51 (Duke Ellington, Paul Francis Webster)
4. Dixie Lee – 6:40
5. On the Trail – 7:41 (Ferde Grofé)
6. I'm so Excited by You – 5:38
7. Gingerbread Boy – 8:38 (Jimmy Heath) – Bonus Track
8. I'm so Excited by You (First Version) – 7:20 – Bonus Track

- Brani nr. 1, 2, 3, 4, 5 e 6, registrati il 24 giugno 1966 a Englewood Cliffs, New Jersey
- Brani nr. 7 e 8, registrati il 18 novembre 1964 a Englewood Cliffs, New Jersey[7]

## Musicisti
A1, A2, A3, B1, B2 e B3
- Donald Byrd - tromba
- Hank Mobley - sassofono tenore
- Sonny Red - sassofono alto
- McCoy Tyner - pianoforte
- Walter Booker - contrabbasso
- Freddie Waits - batteria

CD - nr. 7 e 8
- Donald Byrd - tromba
- Jimmy Heath - sassofono tenore
- McCoy Tyner - pianoforte
- Walter Booker - contrabbasso
- Joe Chambers - batteria[7]